# Megalopsalis fabulosa
Megalopsalis fabulosa is een hooiwagen uit de familie Monoscutidae.